# Ellipes albiterminatus
Ellipes albiterminatus is een rechtvleugelig insect uit de familie Tridactylidae. De wetenschappelijke naam van deze soort is voor het eerst geldig gepubliceerd in 1977 door Günther.